# Вукович, Мария (легкоатлетка)
Мария Вукович (черног. Марија Вуковић / Marija Vuković) — черногорская легкоатлетка, специализирующаяся на прыжках в высоту.

## Личная жизнь
Мария Вукович родилась в черногорской семье хорватского города Книн. В 1995 году в ходе военной операции «Буря» вместе с родителями и старшей сестрой была вынуждена мигрировать сначала в Белград, затем ненадолго в Валево, после чего семья остановилась в Цетине, где отцу была предложена работа в типографии.

## Спортивная карьера
В марте 2009 года на чемпионате Европы среди юниоров в сербском Нови-Саде Вукович преодолела отметку 1,89 м, установив национальный рекорд в прыжках в высоту (как на юниорском, так и на взрослом уровнях), и стала обладательницей серебряной медали первенства.
На чемпионате мира среди юниоров 2010 года, проходившем в канадском Монктоне, Вукович одержала победу в прыжках в высоту и стала первым черногорским спортсменом, выигравшим золотую медаль для своей страны на международных аренах после обретения ею независимости в 2006 году, а показанный результат — 191 см — стал новым национальным рекордом.
За высокие достижения, показанные в 2009 и 2010 годах, Вукович была признана Олимпийским комитетом Черногории лучшей молодой спортсменкой страны в эти годы.
В июне 2021 года Вукович получила приглашение для участия в пренесённой на год в связи с пандемией COVID-19 Олимпиаде-2020 в Токио. Накануне Игр спортсменка в очередной раз обновила национальный рекорд в прыжках в высоту, преодолев планку в 197 см. В отборочном раунде Олимпийских игр в своей дисциплине Вукович удалось показать результат 195 см, что позволило ей автоматически квалифицироваться в финал соревнований, где с результатом 196 см представительница Черногории стала 9-й.
На чемпионате Европы по лёгкой атлетике 2022 года, проходившем в Мюнхене, Мария Вукович, наряду с украинкой Ярославой Магучих, показала лучший прыжок дня — 195 см, однако уступила ей по количеству затраченных попыток, став серебряным призёром соревнований.